# Protapanteles megistusocellus
Protapanteles megistusocellus är en stekelart som först beskrevs av Song och Chen 2004.  Protapanteles megistusocellus ingår i släktet Protapanteles och familjen bracksteklar. Inga underarter finns listade i Catalogue of Life.